# RKB早起きバンザイ
RKB早起きバンザイ（あーるけーびーはやおきばんざい)はRKB毎日放送（RKBラジオ）で放送されていた平日早朝の音楽番組である。

## 番組概要
- もともと、大学受験ラジオ講座（5:00 - 6:00）が放送されていた枠を引き継いだ。6:00〜6:30は「三菱ふそう全国縦断・榎さんのおはようさん〜!」のネット、6:30〜6:40は「心のいこい」「心のともしび」を放送、6:40〜6:45に自社のミニ番組として「ハガキでおはよう!」が放送されていた。
- 「大学受験ラジオ講座」終了後、「ハガキでおはよう!」の実質拡大版として放送を開始した。その際にJRNネット番組はフルネットに移行した。
- このコンセプトは現在「RKB朝いちラジオ」になった。

## 番組タイトルの変遷
- 放送開始〜？　　「今が青春 早起きバンザイ」
- ？〜放送終了　　「RKB早起きバンザイ」

## 放送時間
- 第1部 月曜日〜金曜日 5:00〜5:20 (JRT)
- 第2部 月曜日〜金曜日 6:32〜6:45（JRT)

## パーソナリティ
- 大村由紀子
- 山下奈緒美ほか

## コーナー
- 第1部　5:00 - 5:20
  - 5:20 - 5:25　心のいこい
  - 5:25 - 5:30　心のともしび
  - 5:30 - 6:30　生島ヒロシのおはよう一直線（TBSラジオ・JRN）
  - 6:30 - 6:32 RKB天気予報
- 第2部　6:32 - 6:45

ここで、次の「歌のない歌謡曲」「中西一清スタミナラジオ」へのつなぎコメント。